# Rosa Valetti
Rosa Valetti, nata Rosa Vallentin (Berlino, 25 gennaio 1876 – Vienna, 10 dicembre 1937), è stata un'attrice e cabarettista tedesca.

## Biografia
Nata a Berlino, Rosa Valetti era figlia di Felix Vallentin, un commerciante di legname e proprietario di una fabbrica. Anche il fratello, Hermann Vallentin (1872-1945), faceva l'attore.
Rosa fece le sue prime esperienze teatrali alla fine della prima guerra mondiale, in una Berlino animata dalla rivoluzione di novembre quando conobbe Kurt Tucholsky. In quel periodo di fermento che vide la caduta dell'impero e la nascita della repubblica, Rosa Valetti iniziò la sua carriera di cabarettista. Il suo Café Größenwahn fu uno dei ritrovi più importanti della Berlino intellettuale, letteraria e politica degli anni venti.
Nel 1928, Valetti fu la prima interprete della signora Peachum nell'Opera da tre soldi rappresentata allo Schiffbauerdamm di Berlino il 31 agosto.
Già dal 1911, l'attrice era apparsa sullo schermo. Non più giovanissima, le furono affidati ruoli di caratterista come quelli di madre o, addirittura, di nonna. Apparve anche ne L'angelo azzurro, nella parte di Guste, la moglie del mago interpretato da Kurt Gerron, un attore e cabarettista con cui lavorò spesso anche a teatro e che sarebbe poi, nel 1944, morto in una camera a gas di Auschwitz.

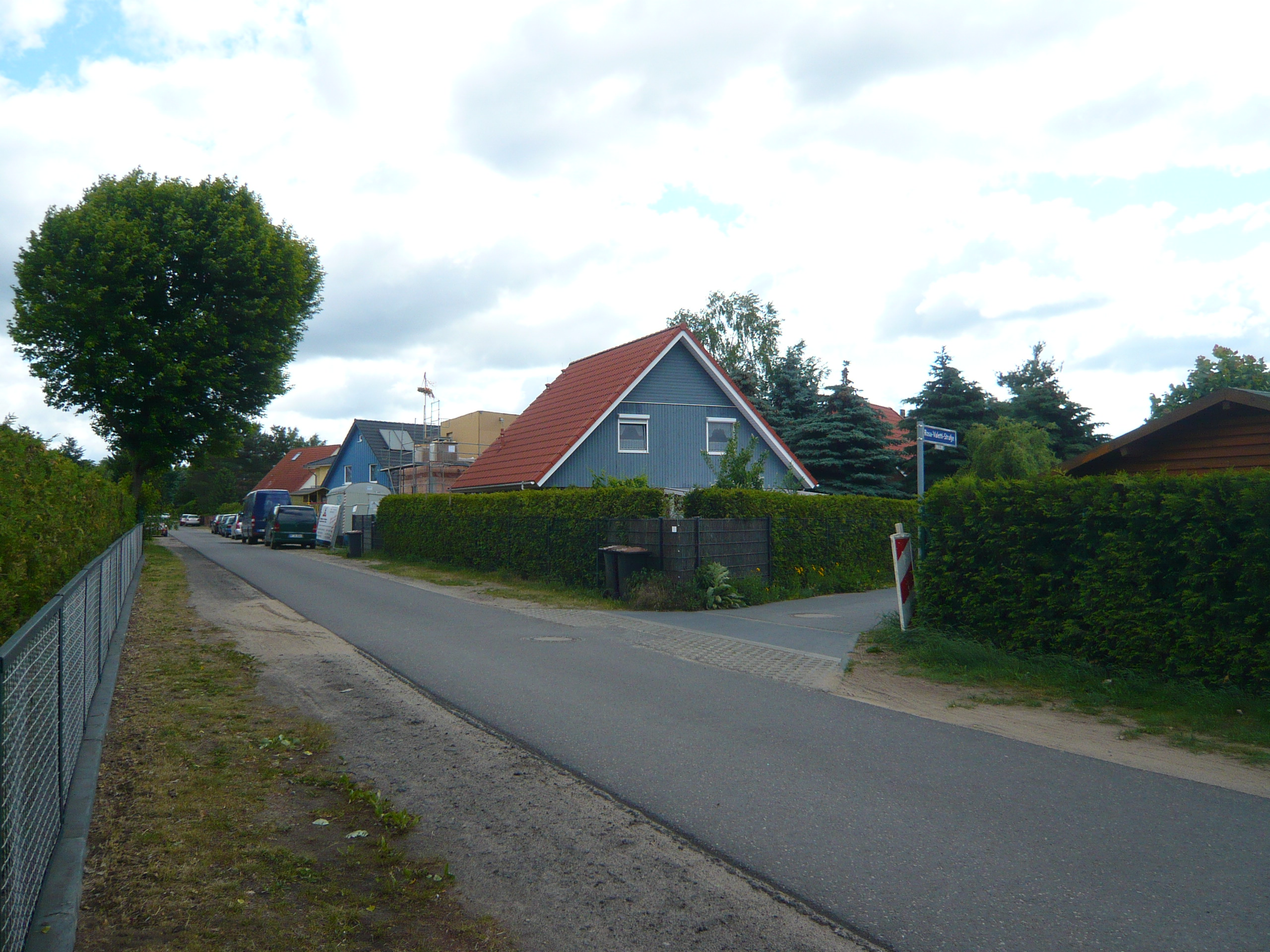
Rosa-Valetti-Straße

Nel 1933, Rosa Valetti - che era di origine ebraica - lasciò la Germania, andando a Vienna, a Praga e in Palestina. Dal suo matrimonio con l'attore Ludwig Roth, era nata una figlia, Liesel Valetti, che avrebbe intrapreso poi anche lei la carriera artistica.
Rosa Valetti morì il 10 dicembre 1937 a Vienna, dove è sepolta.

## Riconoscimenti
Al suo nome, a Berlino, è stata intitolata una strada, la Rosa-Valetti-Straße.

## Filmografia

### Attrice
- Madame Potiphar, regia di Viggo Larsen (1911)
- Die Ballhaus-Anna, regia di Walter Schmidthässler (1911)
- Wollen Sie meine Tochter heiraten?, regia di Danny Kaden (1914)
- Kleine weiße Sklaven, regia di Oskar Ludwig Brandt (1914)
- Das Laster, regia di Richard Oswald (1915)
- Spiel im Spiel, regia di Emmerich Hanus (1916)
- Rosa kann alles, regia di William Wauer (1916)
- Die Gräfin Heyers, regia di William Wauer (1916)
- Nicht lange täuschte mich das Glück, regia di Kurt Matull (1917)
- Die toten Augen, regia di Kurt Matull - cortometraggio (1917)
- Wanderratten, regia di Max Mack (1918)
- Die lachende Maske, regia di Willy Zeyn (1918)
- Othello, regia di Max Mack (1918)
- Seelenverkäufer, regia di Carl Boese (1919)
- Die Geächteten, regia di Joseph Delmont (1919)
- Die rote Katze, regia di Erich Schönfelder (1920)
- Der gelbe Tod, 2. Teil, regia di Carl Wilhelm (1920)
- Der fliegende Tod, regia di Alfred Tostary (1920)
- Verlorene Töchter, 3. Teil - Die Menschen nennen es Liebe, regia di William Kahn (1920)
- Der gelbe Tod, 1. Teil, regia di Carl Wilhelm (1920)
- Die Tänzerin Barberina, regia di Carl Boese (1920)
- Das Mädchen aus der Ackerstraße - 1. Teil, regia di Reinhold Schünzel (1920)
- Kurfürstendamm, regia di Richard Oswald (1920)
- Moral, regia di Eugen Illés (1920)
- Anständige Frauen, regia di Carl Wilhelm (1920)
- Weltbrand, regia di Urban Gad (1920)
- Die Schuld der Lavinia Morland, regia di Joe May (1920)
- Steuermann Holk, regia di Rochus Gliese e Ludwig Wolff (1920)
- Die entfesselte Menschheit, regia di Joseph Delmont (1920)
- Die im Schatten gehen, regia di Heinz Schall (1921)
- Der Dummkopf, regia di Lupu Pick (1921)
- Das Haus zum Mond, regia di Karl Heinz Martin (1921)
- Hannerl und ihre Liebhaber, regia di Felix Basch (1921)
- Le tre zie (Die drei Tanten), regia di Rudolf Biebrach (1921)
- Das Mädchen aus der Ackerstraße - 3. Teil, regia di Martin Hartwig (1921)
- Das Gewissen der Welt, 1. Teil - Schattenpflanzen der Großstadt, regia di Martin Hartwig (1921)
- Madeleine, regia di Siegfried Philippi (1921)
- Der ewige Fluch, regia di Fritz Wendhausen (1921)
- Gespenster, regia di Carl Heinz Boese (1922)
- Der Graf von Essex, regia di Peter Paul Felner (1922)
- Der Strom, regia di Felix Basch (1922)
- Die Schneiderkomteß, regia di Max Mack (1922)
- Zwischen Morgen und Morgen, regia di Friedrich von Maydell (1924)
- Steuerlos, regia di Gennaro Righelli (1924)
- Das goldene Kalb, regia di Peter Paul Felner (1925)
- Heiratsschwindler, regia di Carl Boese (1925)
- Die Blumenfrau vom Potsdamer Platz, regia di Jaap Speyer (1925)
- Die Feuertänzerin, regia di Robert Dinesen (1925)
- Il furfante (Die Prinzessin und der Geiger), regia di Graham Cutts (1925)
- O alte Burschenherrlichkeit, regia di Helene Lackner e Eugen Rex con la supervisione di Heinz Schall (1925)
- Die Frau ohne Geld, regia di Fritz Kaufmann (1925)
- Die Moral der Gasse, regia di Jaap Speyer (1925)
- Tartufo (Herr Tartüff), regia di Friedrich Wilhelm Murnau (1925)
- Die da unten, regia di Victor Janson (1926)
- Das Gasthaus zur Ehe, regia di Georg Jacoby (1926)
- Fünf-Uhr-Tee in der Ackerstraße, regia di Paul Ludwig Stein (1926)
- Der Hauptmann von Köpenick, regia di Siegfried Dessauer (1926)
- Schatz, mach' Kasse, regia di Felix Basch (1926)
- Die Waise von Lowood, regia di Kurt Bernhardt (1926)
- Wie heirate ich meinen Chef?, regia di Erich Schönfelder (1927)
- Üb' immer Treu' und Redlichkeit, regia di Reinhold Schünzel (1927)
- Dr. Bessels Verwandlung, regia di Richard Oswald (1927)
- La storia di una piccola parigina, regia di Augusto Genina (1928)
- Herkules Maier, regia di Alexander Esway (1928)
- L'inafferrabile (Spione), regia di Fritz Lang (1928)
- Gaunerliebchen, regia di Max Reichmann (1928)
- Das brennende Herz, regia di Ludwig Berger (1929)
- Asfalto (Asphalt), regia di Joe May (1929)
- Der Held aller Mädchensträume, regia di Robert Land (1929)
- L'angelo azzurro (Der blaue Engel), regia di Josef von Sternberg (1930)
- Täter gesucht, regia di Carl Heinz Wolff (1931)
- M - Il mostro di Düsseldorf, regia di Fritz Lang (1931)
- Das Geheimnis der roten Katze, regia di Erich Schönfelder (1931)
- La nausea (Das Ekel), regia di Eugen Schüfftan, Franz Wenzler (1931)
- Il ratto di Monna Lisa (Der Raub der Mona Lisa), regia di Géza von Bolváry (1931)
- Die Abenteurerin von Tunis, regia di Willi Wolff (1931)
- Ausflug ins Leben, regia di Rudolph Bernauer (1931)
- Caiser contro Caiser (Ehe mit beschränkter Haftung)
- Zwei Herzen und ein Schlag, regia di Wilhelm Thiele (1932)
- Skandal in der Parkstraße, regia di Franz Wenzler (1932)
- Die Tänzerin von Sans Souci, regia di Frederic Zelnik (1932)
- Die unsichtbare Front, regia di Richard Eichberg (1933)
- Moral und Liebe, regia di Georg Jacoby (1933)
- La leggenda di Liliom (Liliom), regia di Fritz Lang (1934)

### Film o documentari dove appare Rosa Valetti
- Zurück zur Natur
- Wiener Wald
- Kreuzworträtsel
- L'ebreo errante  (Der ewige Jude), regia di Fritz Hippler (1940)
- Das gab's nur einmal
- Tartüff, der verschollene Film

## Spettacoli teatrali
- L'opera da tre soldi (prima 1928, Berlino)